# Balet
Balet je forma scénického tance, která využívá choreografii. Balet může být samostatné dílo, nebo může být součástí opery či operety. Mezi významná baletní představení patří Louskáček, Labutí jezero, Romeo a Julie, Sen noci svatojánské, Giselle a mnoho dalších.

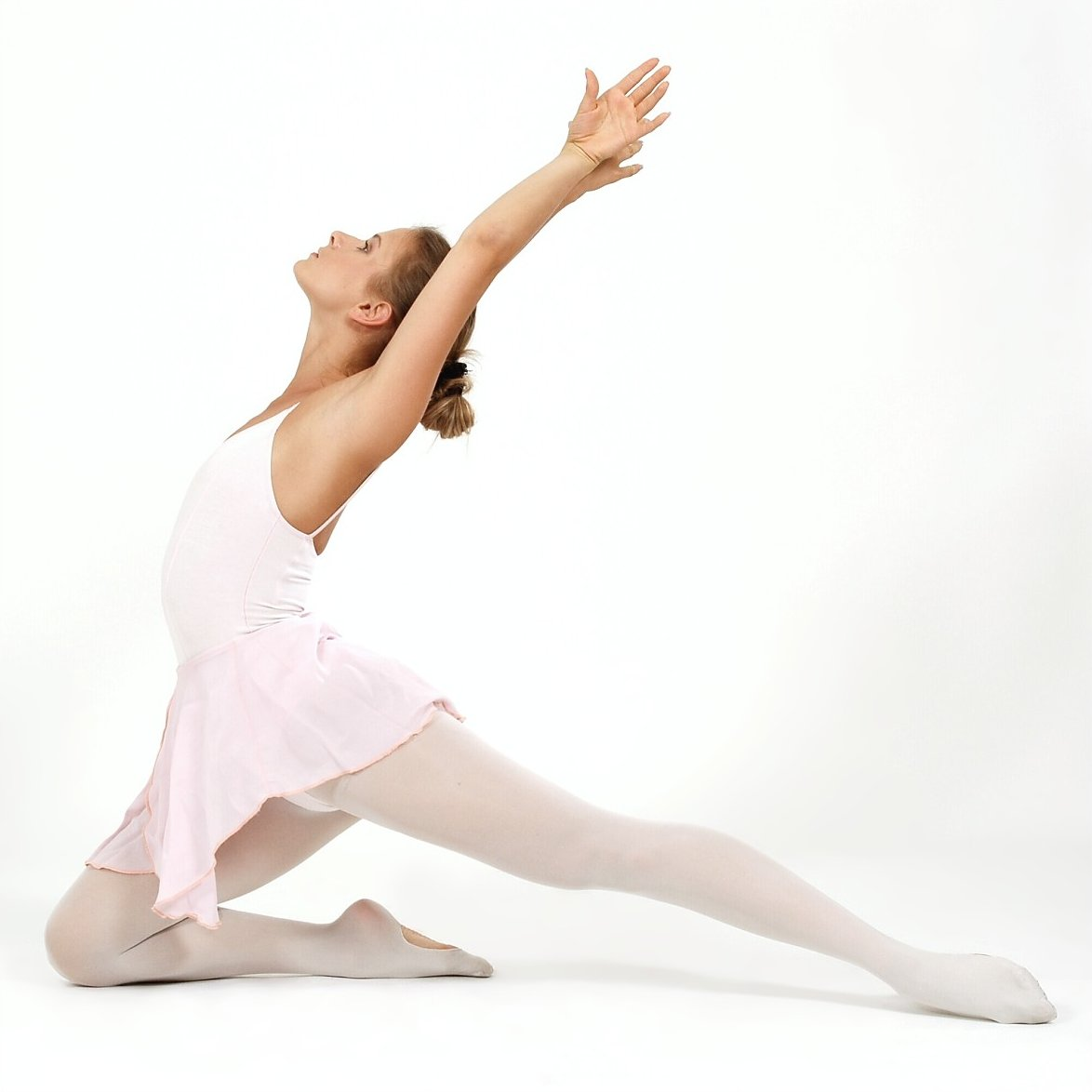
Baletka

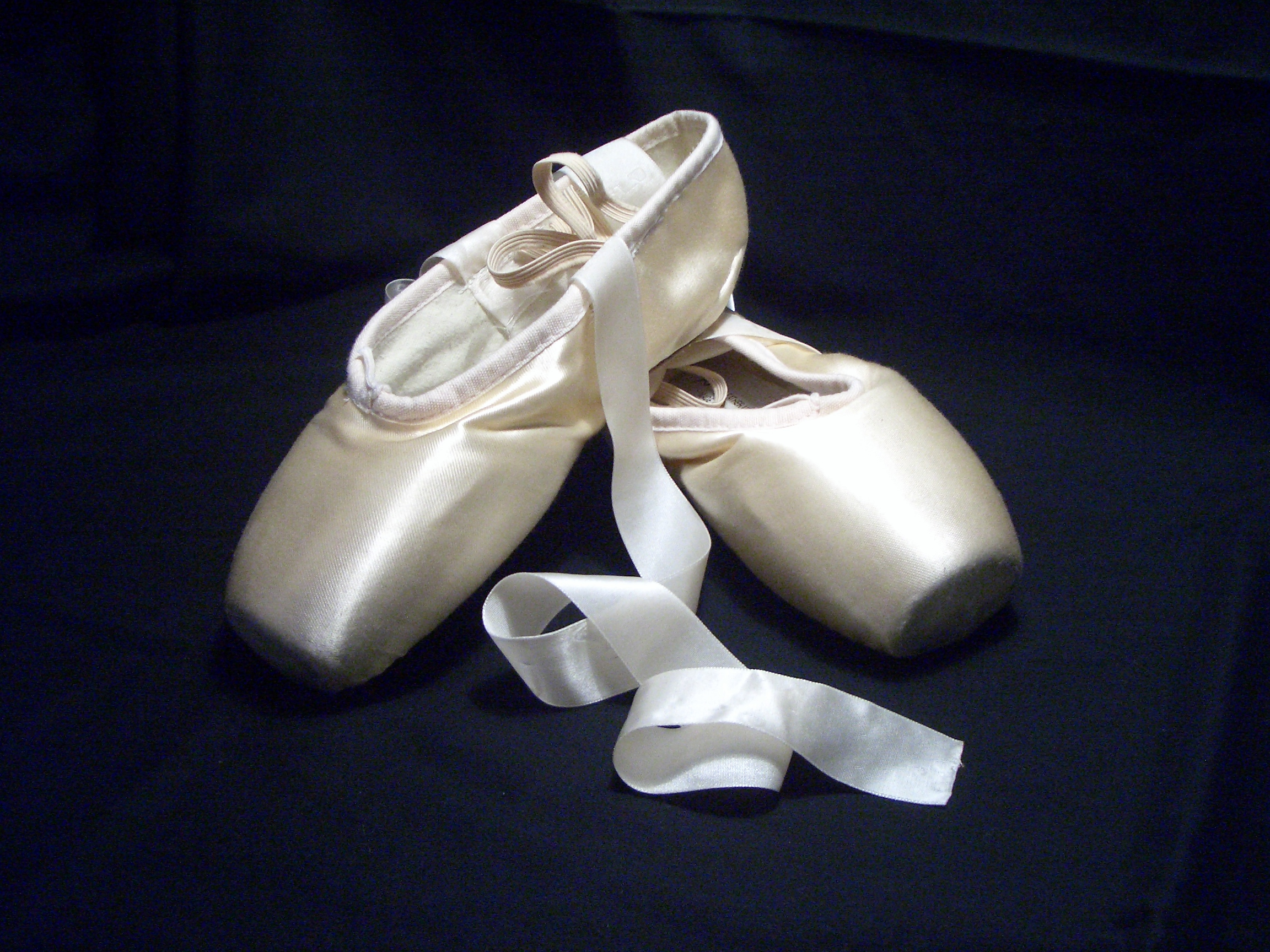
Baletní špičky

## Vývoj baletu
Kořeny baletu lze hledat ve druhé polovině 16. století jednak v tanečních vložkách italských oper a francouzským ballet de cour. Tito předchůdci baletu obsahovali tance, již v tomto období se objevují speciální kostýmy a výzdoba. Balet jako samostatná umělecká forma se začal vyvíjet ve Francii během vlády Ludvíka XIV. (1643 – 1715), který byl velkým příznivcem tance, a jelikož došlo k poklesu kvality tanečních standardů, založil roku 1661 Académie Royale de Danse (Královskou akademii tance). Dvorním hudebním skladatelem Ludvíka XIV. byl Jean-Baptiste Lully, ten složil první tzv. comédie-ballet (La Revente des habits du ballet et comédie z roku 1661, a další). V této rané formě baletu byly jednotlivé scény divadelní hry oddělované tancem. Díky Lullymu došlo k rozdělení taneční akademie na dvě části: opéra-ballet a školu pro profesionální tanečníky, která byla spojena s Académie Royale de Musique.
V 18. století došlo k popularizaci baletu, která vedla k rozpracování a vylepšení baletní techniky, v této době se balet stal rovnoprávnou dramatickou formou. Na vývoj baletu mělo velký vliv vydání Lettres sur la danse et les balety (1760) sepsaných Jeanem-Georgesem Noverrem, díky čemuž došlo k plnému prosazení pantomimy a reformě pohybů, čímž se zlepšily možnosti vyjadřovat příběh.
V 19. století zájem o balet poklesl, díky velkým sociálním změnám ve společnosti ztratil oporu v aristokratických kruzích a lze říci, že se rozvíjel pouze ve Francii, Rusku a Itálii.
Ve 20. století došlo především díky ruské škole k určité renesanci klasického baletu, který díky řadě vynikajících tanečníků postupně získal zpět své ztracené pozice. V Německu došlo k rozvoji tzv. výrazového tance.
Sergej Ďagilev založil v Paříži soubor Ballets Russes (Ruské balety), který později působil v Monte Carlu. Spolupracoval s vynikajícími hudebníky, např. s Igorem Stravinským, který pro něj složil hudbu k baletu Svěcení jara, stejně jako s výtvarníky formátu Pabla Picassa. Působil v něm legendární tanečník Václav Nižinskij.

## Historie baletu v českých zemích

### Tanec v českých zemích do 17. století

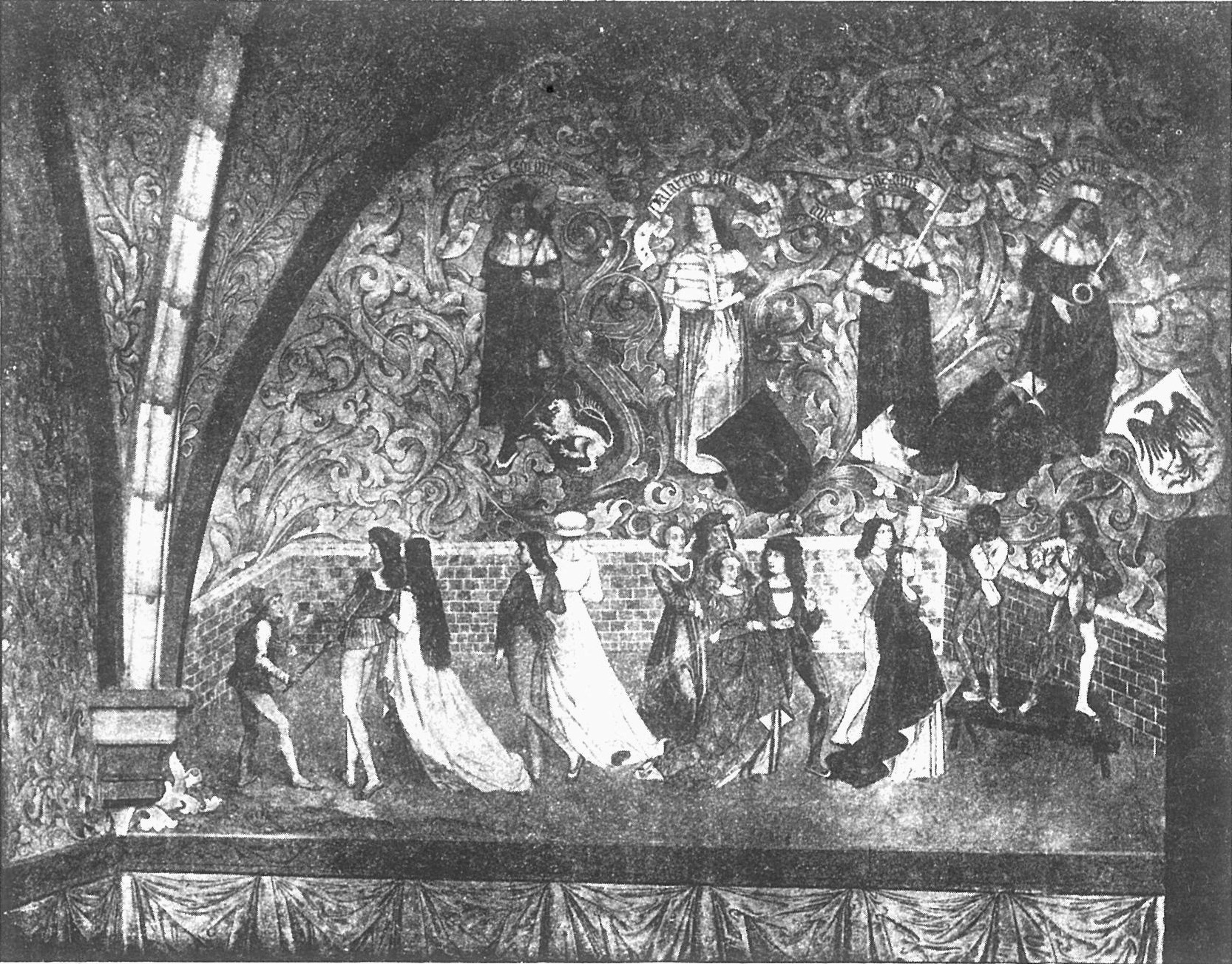
Nástěnná malba na Zvíkově – taneční páry a čtyři kurfiřti

I v českých zemích byl vývoj tanečních forem spjat s vývojem divadla a s životem lidových i šlechtických vrstev. Již v 15. století se v Čechách tančily společenské tance, což dokladuje nástěnná malba na Zvíkově, kde jsou zobrazeny tančící páry. Dvorský balet, který vznikal v 16. století ve Francii, se v českých zemích objevil docela brzy - již v roce 1604 píše ve svých pamětech maršálek Bassompierre, že se v Praze tančil malý balet.
V pobělohorské době byla v českých zemích uváděna italská opera. Pravá barokní opera té doby byla zakončena tzv. divertissement, ve kterém se tančily různé tance Rakouska a taktéž i hanácké tance. Koncem 17. století se do Čech dostávali komedianti z Itálie se svojí commedií dell' arte. V těchto představeních měla svůj prostor i pantomima a balet jako komické číslo v závěru. 
Balet, tanec a mimo jiné i hudba byly rozvíjeny i v klášterech. Zejména jezuité pořádali oslavná představení s baletem. V roce 1680 hráli v Klementinu k oslavě císařského páru, který sídlil na čas v Praze.

### Tanec v českých zemích v 18. století
18. století přineslo rozkvět baletu a pantomimy. Při korunovaci Karla VI. v roce  1723 mu česká šlechta připravila skvělé uvítání - zahrála mu operu Constanza e Fortezza. Bylo postaveno velké jeviště, na kterém se předváděly bitvy, zápasy, tance a balety. K této příležitosti připravili operu i jezuité, v této opeře se také tančilo.
V 18. století vznikaly uprostřed opery také tzv. intermezza, což byly také taneční či pantomimické výstupy, balety tenkrát poněkud vzdáleně vypovídaly o tom, co se v daném jednání odehrávalo. Mnoho šlechticů mělo v té době na svých sídlech baletní mistry. 

### 19. století
V 19. století se v baletu událo mnoho důležitých událostí. Roku 1806 zemřel ve Vídni nájemce Stavovského divadla, Domenico Guadasoni, a ta bylo jasné, že končí orientace na italskou operu a nastoupí německá opera. V roce 1823 poprvé stála baletní tanečnice, Italka Amalie Brugnoliová, na špičkách. 
Ve 30. letech nemělo pražské divadlo stálý baletní soubor, a do Prahy jezdily hostovat soubory cizí, například baletní soubor vedený Ferdinandem Occionim.
S výstavbou Prozatímního divadla také vznikal jeho samostatný baletní soubor v čele s Václavem Reisingerem. Za otevření Národního divadla v roce 1883 vystupovalo v tomto divadle 22 tanečnic v souboru, 3 sólistky a jeden sólista. Jejich úkolem bylo představit balet jako samostatný žánr. Autorem prvního samostatného baletu Hašiš uvedeného roku 1884 v Národním divadle byl Karel Kovařovic. Dobová kritika ocenila jeho hudbu,  chabé libreto (pouze se zařadily tance, a rámcový příběh byl slabý, bez zápletky a rozuzlení) přineslo rozčarování.
19. století také přineslo první baletní školu Království českého zemského a Národního divadla vedenou Augustinem Bergerem.

### 20. století
Na počátku 20. století došlo v souboru v Národním divadle ke změnám ve vedení, baletním mistrem se stal Achille Viscusi. U něj se však projevila neznalost českých lidových tanců. Viscusiho poté ve vedení vystřídal Augustin Berger. Soubor byl v té době bez primabaleriny. Berger uvedl na jeviště Národního divadla mnoho baletů, jedním z nich je třeba balet Prometheus.
Období po první světové válce byla pro balet Národního divadla ve znamení improvizace a mezivládím, neboť válka přinesla jak dramaturgické, tak personální změny. Ve dvacátých letech účinkoval v Praze mnoho ruských umělců. 
Ve 30. letech se rozhodovalo, jestli je potřeba tvůrčího choreografa nebo primabaleriny. Úspěch v té době slavila tanečnice Jelizaveta Nikolská.
Na konci roku 1938 byla v Brně uvedena světová premiéra baletu Sergeje Prokofjeva Romeo a Julie.

## Nejvýznamnější balety

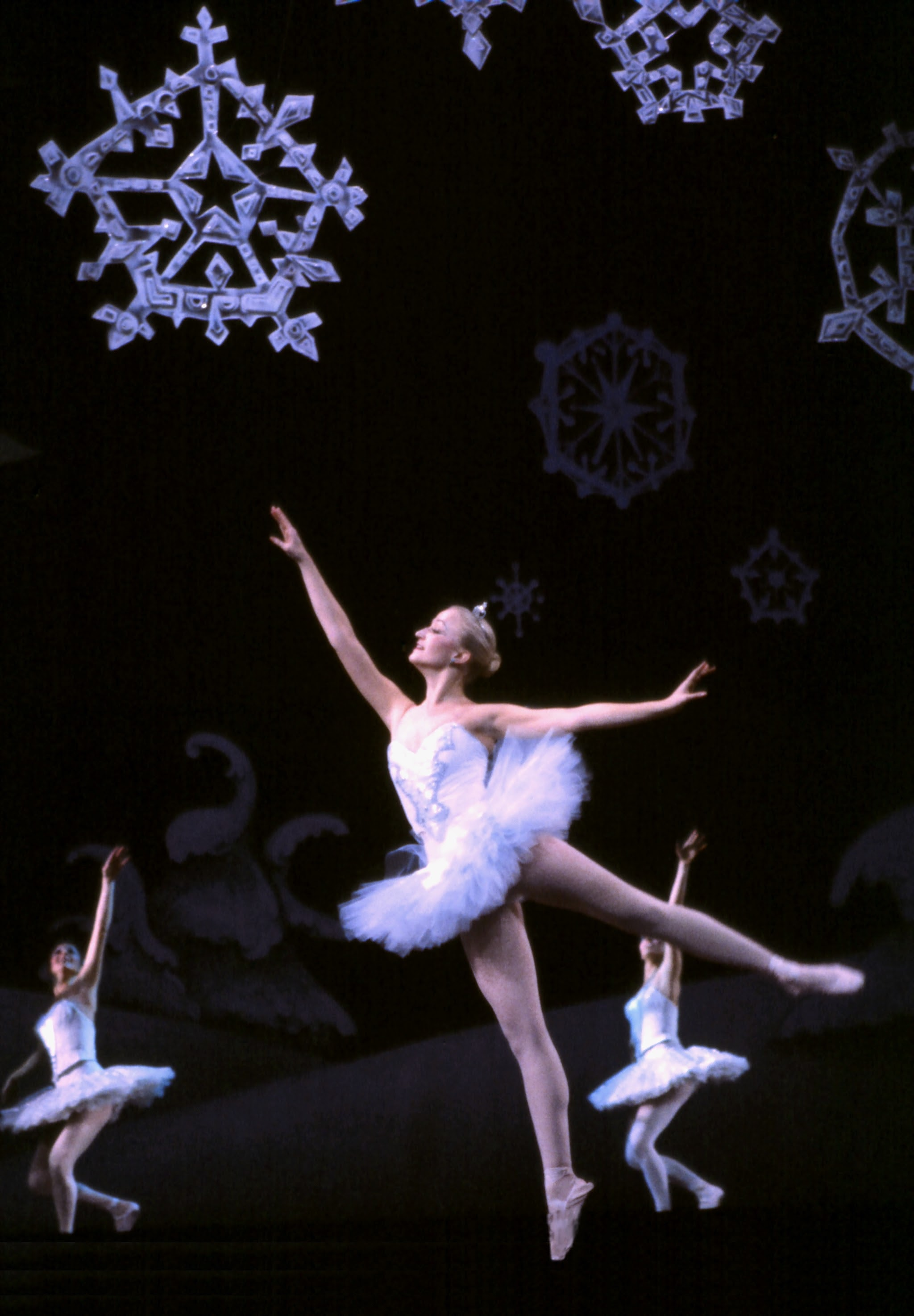
Balet Louskáček

Nejvýznamnější a nejznámější balety:
- Labutí jezero
- Louskáček
- Pták ohnivák
- Petruška
- Svěcení jara
- Kamenný kvítek
- Romeo a Julie
- Popelka
- Spící krasavice
- Coppélia
- Spartakus
- Giselle
- Korzár
- Don Quijote

## Skladatelé
Nejvýznamnější baletní skladatelé:
- Bohuslav Martinů
- Petr Iljič Čajkovskij
- Jacques Offenbach
- Igor Stravinskij
- Sergej Prokofjev
- Claude Debussy
- Adolphe Charles Adam

## Výuka baletu
Pro nadané jedince, kteří uvažují o profesionální kariéře, kterou nezvládne každý, existují výběrové taneční konzervatoře (např. v Praze, Brně, Ostravě). Zde studují po dobu osm let a po úspěšném výběrovém řízení [konkurzu] mohou nastoupit do předních českých i zahraničních divadel.